# Taoufik Chadli
Taoufik Chadli, né le 16 mars 1994 à Heerlen aux Pays-Bas, est un joueur international néerlandais de futsal.

## Biographie

### En club
Taoufik Chadli naît à Heerlen (Pays-Bas) et commence sa carrière en football amateurs. En août 2021, il combine sa carrière professionnelle dans le futsal au Real Herentals avec le club amateur du Sittards Centrum Boys.
Le 17 mars 2022, il atteint la demi-finale de la Coupe de Belgique avec le Real Herentals. En fin de saison, il est contraint de retourner aux Pays-Bas pour des raisons familiales.

### En équipe nationale
Le 20 septembre 2022, il honore sa première sélection avec l'équipe des Pays-Bas face au Kosovo à l'occasion des qualifications de la Coupe du monde 2024 (victoire, 2-1),. Le 11 octobre 2022, il dispute son deuxième match international face à l'Ukraine (défaite, 4-2).